# جوش أوبري
جوش أوبري (بالإنجليزية: Josh Aubrey)‏ هو لاعب كرة قدم أمريكية أمريكي، ولد في 9 أبريل 1991 في تيريل في الولايات المتحدة.

## وصلات خارجية
- جوش أوبري على موقع مرجع كرة القدم المحترفة.كوم (الإنجليزية)